# Municipio de Georgetown (Minnesota)
El municipio de Georgetown (en inglés: Georgetown Township) es un municipio ubicado en el condado de Clay en el estado estadounidense de Minnesota. En el año 2010 tenía una población de 156 habitantes y una densidad poblacional de 1,64 personas por km².

## Geografía
El municipio de Georgetown se encuentra ubicado en las coordenadas 47°6′53″N 96°45′52″O / 47.11472, -96.76444. Según la Oficina del Censo de los Estados Unidos, el municipio tiene una superficie total de 95.39 km², de la cual 95,39 km² corresponden a tierra firme y (0 %) 0 km² es agua.

## Demografía
Según el censo de 2010, había 156 personas residiendo en el municipio de Georgetown. La densidad de población era de 1,64 hab./km². De los 156 habitantes, el municipio de Georgetown estaba compuesto por el 95,51 % blancos, el 0,64 % eran amerindios y el 3,85 % eran de una mezcla de razas. Del total de la población el 0 % eran hispanos o latinos de cualquier raza.